# Amédée III de Savoie
Pour les articles homonymes, voir Amédée III et Amédée de Savoie.
Amédée III de Maurienne, dit plus couramment Amédée III de Savoie, plus rarement de Savoie-Maurienne, dit « le Croisé », né vers 1095 et mort le 30 août 1148 à Chypre lors de la deuxième croisade, est le 7e comte de Maurienne, également seigneur du Bugey, d'Aoste et du Chablais, et marquis en Italie (marquis de Suse).
Amédée III est le premier à utiliser, selon une charte datée de 1143, la croix blanche sur fond de gueules comme armoiries et le premier à porter le titre de comte de Savoie. Il est le fils du comte et marquis Humbert II et de Gisèle de Bourgogne.

## Biographie

### Enfance
Amédée (Ame) naît vers 1080 ou 1095, selon la tradition, probablement à Montmélian,. Il est le fils du comte Humbert II et de Gisèle de Bourgogne,. Cette dernière est la sœur de Guy, archevêque de Besançon, futur 160e pape sous le nom de Calixte II.
Il est également le frère utérin du marquis de Montferrat, Guillaume V, puisqu'à la mort du comte Humbert, sa mère épouse le marquis Rénier Ier.

### Affirmation du pouvoir comtal
Amédée succède à son père, vers 1103, et est connu sous le nom Amédée III. Même si les sources manquent, il semble fort probable qu'il soit mineur à cette occasion. Un conseil comtal est mis en place autour de sa mère, la comtesse, l'évêque de Maurienne, Conon Ier, le comte de Genève, Aymon Ier et le grand seigneur Guy de Miribel. Sa mère semble, d'ailleurs, jouer un rôle important dans la gestion du pouvoir lors de ces premières années, devenant la régente de fait,. Il est placé sous l'autorité du comte Aymon Ier de Genève, nommé tutor,. Amédée règnera environ 45 ans.
À cette période, le conflit entre la Papauté et l'Empereur du Saint-Empire, à propos de la Querelle des Investitures qui secouent l'Europe chrétienne, réduit le pouvoir impérial. Selon le médiéviste Bernard Demotz, dans la mesure où le soutien à l'Empereur ne semble plus pouvoir permettre un accroissement du pouvoir comtal, le nouveau comte de Maurienne cherche de nouvelles alliances favorables,, à partir des années 1110. Ainsi, le mariage de sa sœur, Adèle ou Adélaïde, en 1115, avec le roi Louis VI de France ouvre de nouvelles perspectives,,. La stratégie échoue cependant, puisque l'abbé Suger de Saint-Denis s'oppose vigoureusement à l'influence de la reine. Son cousin éloigné, Henri V, devenu empereur à Rome en 1111, fait, la même année, Amédée comte du Saint-Empire,. Amédée développe, aussi, une politique religieuse dynamique à travers ses terres (cf. infra).
Son mariage — peut-être le second, selon certains historiens anciens — avec Mathilde ou Mahaut d'Albon de Viennois, sœur de Guigues IV d'Albon, surnommé Dauphin, serait mentionné en 1123. Le site Foundation for Medieval Genealogy donne, quant à lui, 1134/1135.
La famille de Savoie possède, depuis le comte Humbert Ier, des droits en Chablais et en Valais. Amédée III cherche à préserver ces positions et l'influence de sa famille. En 1128, Amédée III abandonne son titre d'abbé séculier de Saint-Maurice d'Agaune. Cette date marque l'ajout à son domaine — ce qu'on appelait le « Vieux Chablais » — la région s'étendant de l'Arve jusqu'à la Dranse d'Abondance, formant ainsi le « Nouveau Chablais », dont Chillon devient la capitale. Il doit intervenir en 1138 pour régler un différend entre l'abbaye de Saint-Maurice et la puissante famille d'Allinges.
La stratégie des alliances se poursuit avec le mariage de ses filles. Il marie l'aînée de ses filles, Alix ou Élise (v. 1123 - ?), vers 1140 à Humbert III de Beaujeu dit « le Vieux » (1137-†1194) lui garantit une alliance avec une grande famille implantée dans la partie nord-ouest de leurs possessions, seigneurs de Beaujeu. Humbert de Beaujeu reçoit, à l'occasion, l'inféodation du Valromey. Cette alliance permet aux Humbertiens d'envisager une extension vers la Bresse. Sa seconde fille, Mathilde, est mariée, probablement avec le soutien de l'Église, avec le premier roi du Portugal, Alphonse Ier, en 1146,,. Le roi Alphonse est un acteur majeur de la Reconquista. Il s'agit de miser sur un élargissement des soutiens. Enfin, sa troisième fille, Agnès, épouse le comte Guillaume Ier, comte de Genève, issue d'une puissante famille rivale des Humbertiens au nord de leurs possessions. Il s'agit du second mariage du comte.

### Contrôle du territoire
Le comte Amédée renforce ses positions en aménageant ou en renforçant les forteresses sur son territoire, notamment sur l'un des axes majeurs entre l'Europe du Nord et la péninsule italienne, le col du Mont-Cenis,,. Cette stratégie de quadrillage provient d'une méthode mise en place par Guillaume le Conquérant et appliqué par les comtes successifs. Pour le médiéviste Bernard Demotz, cette politique comtale permet d'affirmer les droits régaliens des Humbertiens par la fortification.
Ainsi, le château de Pierre-Châtel est développé afin de protéger la route qui passe par le Rhône entre la Savoie et le Bugey,. Le château aura également le rôle de résidence comtale. La position de Montmélian — la cité et sa forteresse — est également renforcée. Le rôle stratégique de cette position pour les comtes de Savoie est primordial puisqu'elle contrôle un carrefour entre le Dauphiné, le Val du Bourget, via la ville de Chambéry, et la combe de Savoie menant aux vallées intra-alpines de Maurienne et de Tarentaise, passages vers le Piémont,. Durant l'été 1142, elle est d'ailleurs assiégée par Guigues IV, premier dauphin et comte d'Albon, mais aussi beau-frère d'Amédée, qui se sentait menacé par son puissant voisin,. Les troupes du Dauphiné de Viennois sont surprises par une contre-attaque du comte de Savoie, durant laquelle Guigues est mortellement blessé,. Il s'agit de la première attaque dauphinoise contre le comté de Savoie. À la suite de cet épisode, le roi de France Louis VI, avec le soutien de la reine, Adèle, sœur d'Amédée, veut lui confisquer ses États. Amédée ne semble devoir son salut qu'à l'intercession de Pierre l'Ermite, après avoir fait la promesse de participer à la croisade en préparation.
La position du château d'Aveillane est également développée, afin de protéger le Val de Suse et de surveiller Turin, dont il porte toujours le titre comtal,. Il sert, à l'occasion, de résidence comtale, puis de base arrière pour la reconquête de son titre, en 1138. La ville d'Aveillane est, par ailleurs, affranchie par le comte, de même que la ville de Suse, avant 1148.
Le comte Amédée poursuit cette politique de maîtrise de son territoire par l'acquisition de châteaux, notamment Rossillon en Bugey et Chillon qui contrôle l'amont du Léman.
Au cours de son règne, il a réussi à affirmer son pouvoir sur la Maurienne, la Tarentaise, le Val d'Aoste, la vallée d'Aveillane, et très certainement sur le Val de Suse, Chambéry ou encore les Bauges, en contrôlant les différents vicomtes en place, tout en maintenant une certaine autorité sur le Viennois, le Chablais, les pays de Vaud et du Valais et le Bugey. Sa cour est fréquentée par les grandes familles nobles de ces territoires, dont les membres forment parfois le conseil comtal, notamment les Allinges et les Blonay du Chablais, les Boczosel du Viennois, les Châtillon de vallée d'Aoste, les Rossillon du Bugey, les Gerbais de Novalaise, les Saillon du Valais, ou encore les Tournon de Savoie, et parfois les évêques de Maurienne et d'Aoste,.

### Politique religieuse
Le comte Amédée entame une politique de fondation ou de soutien important des monastères situés dans ses possessions, complétant ainsi sa politique d'affirmation du pouvoir,,.
Il est mentionné dans un acte de protection du prieuré de Saint-Jorioz. En 1108, il signe l'acte de fondation de l'abbaye d'Abondance, en Chablais, comme "Amédée, dit fils du comte Humbert, donnant son accord". Dans le Bugey, il fonde également l'abbaye de Saint-Sulpice, en 1120,.
La fin de la querelle des Investitures en 1122, avec le concordat de Worms, correspond à un nouvel élan dans ce rapprochement avec la Papauté et son investissement religieux ,. Le comte Amédée promet en 1125 d'apporter la garantie des différentes donations qui ont et seront faites à l'église du Mont-Joux, situé au niveau du col (appelé aujourd'hui col du Grand-Saint-Bernard). La même année, entre avril et mai, il est, avec sa femme, à l'origine de la fondation de l'abbaye de Hautecombe. En réalité il serait à l'origine du déplacement des moines de Cessens vers les bords du lac du Bourget,,.
Il est ainsi mentionné, selon les sources, comme comte de Savoie (de Sauoya).
En 1128, en Chablais, il abandonne le titre de prieur laïc de l'abbaye de Saint-Maurice d'Agaune, que les Humbertiens semblent posséder depuis Humbert Ier,,. En effet, en introduisant la réforme grégorienne dans ses terres, de manière volontaire ou imposée, il reconnaît le pouvoir de l'Église, renonçant également à ses droits de dépouille. Son jeune frère, Reynald, reste cependant prévôt de la même abbaye. L'abbaye de Saint-Maurice revêt une relative importance pour les comtes Humbertiens puisqu'elle est le lieu où les rois des deux Bourgognes se faisaient couronner. C'est la raison pour laquelle Amédée s'occupe du lieu et favorise son développement,. Par cet acte de 1128, Amédée poursuit son rapprochement avec la Papauté et favorise ainsi la mise en place de la règle de saint Augustin,, dans le contexte de réforme grégorienne. Sa politique de soutien envers les ordres religieux chartreux et cisterciens venus s'installer sur ses terres lui permet de compenser sa perte de pouvoir sur le spirituel.
En l'année 1132, l'abbaye de Tamié, dans le massif des Bauges, est fondée par un groupe de moines de Bonnevaux dirigé par Pierre de Tarentaise, à la demande du comte. Il fait également une donation, vers 1134, à l'abbaye Saint-Just de Suse, que l'on peut percevoir comme une façon de marquer son pouvoir en direction du vicomte d'Aveillane.
Au cours de l'année 1140, il semble à l'origine de la fondation de l'abbaye de Chézery, dans le Pays de Gex,, et de la chartreuse d'Arvières dans le Valromey,.
Il est dans une situation tendue avec l'évêque de Sion pour la possession de droits dans le Haut-Valais, notamment Loèche et Naters, qu'il abandonnera par la suite.

### Participation à la deuxième croisade

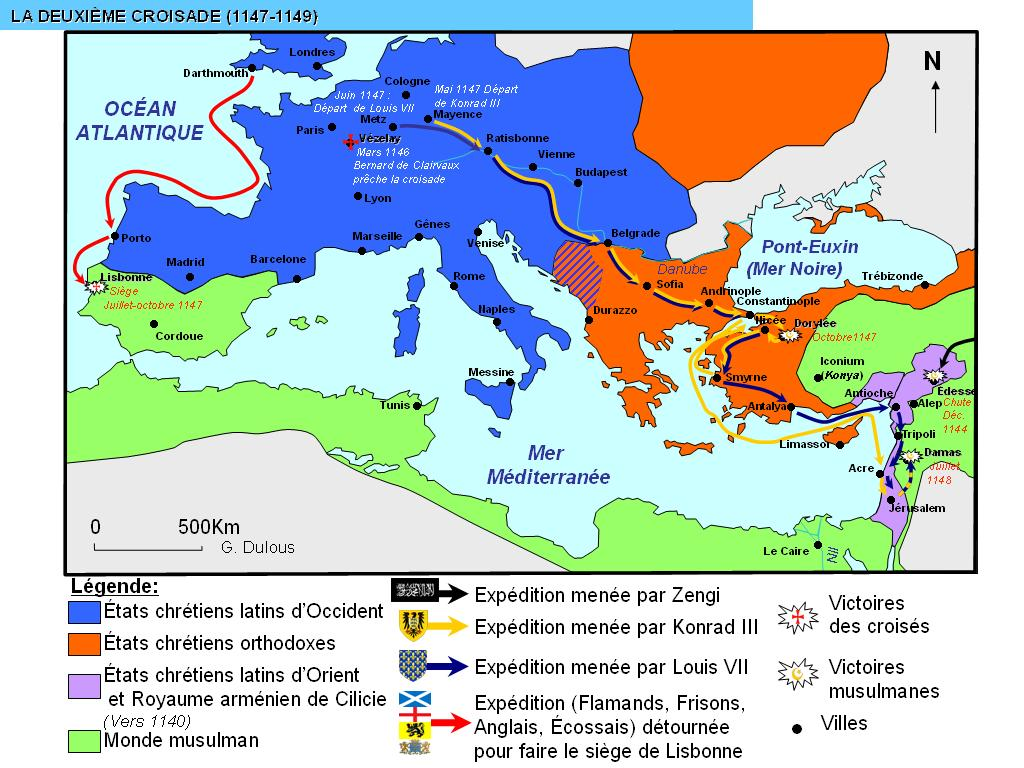
Carte de la deuxième croisade.

Son départ pour la deuxième croisade en 1147 est perçu comme le couronnement de cette politique religieuse, marquant un nouvel engagement auprès de la Papauté. Il semble qu'il s'agisse de son second voyage en Terre Sainte. À la suite de l'appel à la croisade lancé par le pape Eugène III en 1145, et surtout le relai enthousiaste de Bernard de Clairvaux, qui promet l"absolution des pêchés pour les croisés, plusieurs expéditions sont lancées pour soutenir les États latins d'Orient en difficulté. Le comte Amédée s'engage auprès de son neveu, le roi Louis VII de France,. Seuls deux documents mentionnent ce départ, une charte sans date du cartulaire de Saint-Sulpice-en-Bugey et un acte de 1147 de l'abbaye Saint-Just de Suse.
Avant de partir, le 16 janvier 1147, il cède son droit de dépouilles dont il jouit à la mort des archevêques et chanoines de Tarentaise, d'Aoste et de Maurienne,.
Son expédition semble financée par un prêt de l'abbaye Saint-Just de Suse et probablement de l'abbaye de Saint-Maurice d'Agaune.
Dans cette aventure, il fut accompagné par de nombreux chevaliers et nobles savoyards, dont Aymon Ier de Faucigny et son fils, les barons Pierre de Seyssel, de La Chambre, de Miolans, de Montbel d'Entremont, les seigneurs d'Ameysin, de Thoire, de Montmayeur, de Vienne, de Viry, de La Palud, de Blonay, de Chevron Villette, de Chignin et de Châtillon. Il combat, avec son armée, les troupes turques dans l'avant-garde d'octobre 1147 à janvier 1148.

### Mort et succession
Au cours de cette croisade, le comte Amédée III tombe malade. Il est transféré vers Chypre, où il meurt dans la ville de Nicosie, le 30 août 1148,. Il est inhumé dans l'église de la Sainte-Croix (en).
Avant son départ pour la croisade, il fait le choix d'Amédée d'Hauterive, abbé de Hautecombe, futur évêque de Lausanne (1110-1159) pour être le tuteur de son fils, Humbert, et l'aider à l'administration de son comté,,.

## Famille
Les historiens ne sont pas sûrs de l'existence du nombre de mariages, les sources étant manquantes. Samuel Guichenon (1660) « estime [qu'il] n'a eu qu'une seule femme nommée Matilde ou Mahaut d'Albon ». Certains auteurs indiquent qu'il aurait épousé, en premières noces, Gertrude, fille d'un duc de Lotharingie, mais sans postérité,. Le site FMG mentionne, d'après une charte des Regesta comitum Sabaudiæ, Adélaïde (morte après juillet 1134). Son mariage avec Mahaut d'Albon de Viennois est, en revanche, attesté et se serait déroulé en 1123,. Elle est la fille du comte Guigues III d'Albon et sœur du futur Guigues IV d'Albon.
L'union donne naissance à quatre garçons et six filles. Les deux premières filles seraient issues de sa première épouse.
- Élise, Alix, Adélaïde ou Elsa (n. v. 1123 - ?), ∞ (vers 1140) Humbert III (Famille de Beaujeu), seigneur de Beaujeu dit « le Vieux » (1137-† 1194) ;
- Mathilde ou Mahaut (1125 -† 1158), ∞ (1146) Alphonse Ier de Portugal[5] ;
- Agnès (1125 -† 1172), ∞ comte Guillaume Ier de Genève ;
- Humbert (1136 -† 1189) dit « le Bienheureux », futur comte de Savoie, ∞ (1, 1151) Faidiva de Toulouse, ∞ (2, 1155) Gertrude d'Alsace-Flandre, ∞ (3, 1164) Clémence de Zähringen, ∞ (4, 1177) Béatrice de Vienne ;
- Jean (?), prêtre ;
- Pierre (?), prêtre ;
- Guillaume (?) ;
- Marguerite († 1157) ;
- Isabelle (?) ;
- Juliane ou Julienne († 1194), abbesse de Saint-André-le-Haut de Vienne.

## Titres
Amédée hérite, au décès de son père, vers 1103, du principal titre porté par les Humbertiens, celui de Maurienne,. Les différents actes reprennent la formule générale de « comte de Maurienne et marquis en Italie » (hérité de la comtesse Adélaïde de Suse). En 1137, il signe dans une donation à l'église Saint-Nicolas de Mont Joux « Amadeus Dei gratia comes et marchia ». Il possède aussi le pouvoir comtal sur la ville de Turin, en 1138.
Il est le premier à signer par la formule « comte de Savoie et marquis en Italie » (Demotz, 2000) ou simplement « comte de Savoie » en 1125,. L'historien Léon Menabrea (1839) confond d'ailleurs Amédée III avec Amédée II. En 1128, une signature indique Ego Amedeus, Dei gratia, Burgundiæ et Lombardiæ comes. Le chanoine Adolphe Gros (1948) annote que l'« On dit qu'Amédée III avait été le premier à prendre le titre de comte de Savoie et l'on cite, à l'appui de cette affirmation, la charte de l'abbaye d'Hautecombe (1125). Mais, ce document est reproduit d'après Guichenon et l'on sait la liberté que prend cet auteur avec les textes documentaires ». Il précisait que dans sa signature il se qualifie « comes Mauriennensis » ou simplement « comes ».
Il est fait comte du Saint Empire par l'empereur, Henri V, un cousin éloigné, en 1111, peu après son sacre impérial à Rome. Il porte aussi les titres de vicaire perpétuel et vice-roi d’Arles. Il reste prieur laïc de l'abbaye de Saint-Maurice d'Agaune jusqu'en 1116. Claude Genoux (1811-1874) dans son Histoire de Savoie..., citant le comte Amédée de Foras, mentionne l'intervention d'Amédée III en Chablais et son intégration à ses possessions, « ce fut en qualité de duc de Chablais, qu'Amédée releva la fameuse abbaye d'Agaune ou St-Maurice (...) ».

## Sceau et armoiries

Blason à la croix de Savoie.

Le pennon d'un sceau datant de 1143, semble prouver le passage des armes des Humbertiens de l'aigle impérial à une bannière à croix d'argent, appelée croix de Savoie,. Il s'agit d'un sceau équestre pour lequel il ne reste que les lettres OIM, interprétée comme partie de l'expression Amedeus cOIMes et marchio.
Il est considéré par Galbreath (1927) comme « le plus ancien sceau existant des comtes de la maison de Savoie, et le plus ancien document avec la croix de Savoie, en même temps que l'un des premiers documents héraldiques connues. »
L'utilisation de ces armes est donc antérieur aux croisades, pour laquelle le comte ne s'engage qu'en 1147. Il semble, tout comme pour la Suisse ou le Danemark, bien que les historiens se divisent sur plusieurs hypothèses, que son usage soit « d'origine impériale et montraient que leur possesseur relevait directement du Saint-Empire ». Le recours quasi exclusif de la croix de Savoie ne se fera qu'avec le comte Amédée V, au début du XIVe siècle.